# Сопот (Ловецька область)
Со́пот (болг. Сопот) — село в Ловецькій області Болгарії. Входить до складу общини Угирчин.

## Населення
За даними перепису населення 2011 року у селі проживали 183 особи.
Національний склад населення села:
| Національність   | Кількість осіб | Відсоток |
| ---------------- | -------------- | -------- |
| болгари          | 167            | 92,8%    |
| цигани           | 9              | 5,0%     |
| Всього відповіли | 180            |          |

Розподіл населення за віком у 2011 році:
Динаміка населення: